# エコの日
エコの日（エコのひ）は、京都議定書が発効した2月16日にちなんで、京都市が毎月16日を「DO YOU KYOTO?デー」と定めたことにより、一般化したものである。「DO YOU KYOTO?デー」または、「環境にいいことをする日」とも言われる。
「DO YOU KYOTO?」は、「環境にいいことをしていますか」という意味で、世界中で使われるようになった。毎月16日のエコの日には、市民や事業者や行政が、様々な取り組みを行い、二酸化炭素の排出や地球温暖化防止を考え、「環境にいい取組」を実践するように呼びかけが行なわれている。
2008年6月16日　京都市では、「DO YOU KYOTO?」プロジェクトのキックオフイベントがJR京都駅前広場で行われた。午後6時30分に開始、小・中・高、大学生などにより、エコアクション宣言、合唱が行われた。最後に京都タワーのライトダウンがあり、京都タワーや周辺の照明の一部がしばらくの間、消えた。
2008年9月16日　京都市立幼稚園PTAでは、エコの日に合わせて「ノーテレビ・ノーゲームデー」を実施した。活動を通じて「地球環境の保全」を考えるとともに、保護者自身が子どもとの時間のもち方や家族のコミュニケーションを考えるきっかけとすることが目的とされている。